# Gran fam de Bengala de 1770
La gran fam de Bengala de 1770 (bengalí: ৭৬-এর মন্বন্তর, chhiattōrer monnōntór; literalment, la fam del 76) va ser una fam catastròfica entre 1769 i 1773 (1176 a 1180 al calendari bengalí) que va afectar la plana inferior del Ganges, a l'Índia. S'estima que la fam va causar la mort de 10 milions de persones, reduint la població de Bengala, que en l'època incloïa els actuals estats de Bihar i Orissa, a 30 milions de persones. La causa d'aquesta fam la cal cercar en l'extensa obligació de conrear opi —la Companyia Britànica de les Índies Orientals forçava els agricultors locals a conrear-ho com a part de la seva estratègia d'exportació cap a la Xina— en lloc de cultius alimentaris locals, amb com a resultat una escassetat de gra per a la població local bengalí.

## Antecedents
La fam va tenir lloc al territori que es deia Bengala, aleshores governat per la Companyia Britànica de les Índies Orientals. Aquest territori incloïa els moderns Bengala Occidental, Bangladesh i parts de Assam, Orissa, Bihar i Jharkhand. Del segle XVI ençà havia estat una província de l'Imperi mogol i havia estat governada per un nawab o governador. A la començança del segle XVIII, quan l'Imperi mogol es va començar a esfondrar, el nawab es va convertir de facto en independent del govern mogol central.
Al segle XVII, la Companyia Britànica de les Índies Orientals havia obtingut que el príncep mogol Shah Shuja li concedís el govern de la ciutat de Calcuta. Durant aquesta època la Companyia era un dels molts poders tributari del mogol. Durant el segle següent, la Companyia va obtenir drets comercials exclusius per a la província i esdevingué el poder dominant a Bengala. El 1757, en la batalla de Plassey, els britànics van desconfir el nawab Siraj Ud Daulah i van saquejar el tresor bengalí. En 1764 la seva dominació militar es va veure refermada en la batalla de Buxar. En el tractat subsegüent van aconseguir el diwani, és a dir, el dret a col·lectar els impostos; la Companyia es feia així el governant de facto de Bengala.

## Fam
Les regions en les quals la fam va ser especialment greu coincideixen aproximadament amb els estats indis moderns de Bihar i Bengala Occidental, però la fam també es va escampar a Orissa i Jharkhand, així com al Bangladesh modern. Entre les regions més afectades hi hagué les àrees de Birbhum i Murshidabad a Bengala, i Tirhut, Champaran i Bettiah al Bihar. La malària i el còlera van ser factors addicionals, i una epidèmia de verola —especialment greu i que va incloure Nawab Najabat Ali Khan de Murshidabad entre les víctimes—va coincidir amb l'inici de la sequera.
Un dèficit parcial en les collites, considerat gens anormal, va passar el 1768 i va continuar fins a la fi del 1769 amb condicions climàtiques més dures. Cap al setembre del 1769 hi havia una greu sequera i ja existien reports alarmants sobre els greus problemes en àrees rurals. Així i tot, els reports van ser passats per ull pels agents de la Companyia. Cap a la primeria del 1770 ja hi havia problemes de fam, i cap a mitjan 1770 les morts per inanició eren a gran escala.
A la fi del 1770 pluges van produir una collita bona i la fam va disminuir. Tanmateix, hi va haver altres problemes amb les collites en els anys següents, que elevaren el balanç final de morts. S'avalua que prop de deu milions de persones, és a dir, gairebé un terç de la població de l'àrea afectada, van morir a causa de la fam.
Arran de la fam, grans àrees van romandre despoblades en les dècades següents, quan els sobrevivents van emigrar en massa a la recerca d'aliment. Moltes de les terres conreades van ser abandonades —una gran part de Birbhum, per exemple, tornà a ser una jungla i va ser gairebé impenetrable durant dècades. A partir del 1772, bandits i bandes d'agressors es van convertir en habituals a Bengala i solament van poder ser limitats amb accions punitives en la dècada del 1780.

## Responsabilitat de la Companyia Britànica de les Índies Orientals
La fam va ser causada o va ser agreujada en gran part a causa de les polítiques de la Companyia Britànica de les Índies Orientals a Bengala.
Com a empresa comercial, el primer objectiu de la Companyia de les Índies Orientals era d'augmentar els seus beneficis. Per a això usava els seus drets de gestionar els impostos de Bengala, que provenien sobretot dels impostos sobre la terra i els aranzels comercials. A mesura que la Companyia anava guanyant possessió de les terres, en general multiplicava els impostos per cinc —del 10 % passaren a 50 % de la producció. Al principi, quan es van introduir aquests els nous impostos, els ingressos per de la Companyia es van duplicar i la major part dels ingressos van ser trets del país. Al moment que la fam aconseguia el seu pitjor moment, a l'abril del 1770, la Companyia tenia previst per a l'any següent d'augmentar els impostos sobre la terra un 10 % addicional.
Sushil Chaudhury escriu que la destrucció de cultius alimentaris a Bengala per a conrear opi per a l'exportació va reduir la disponibilitat d'aliments i va contribuir a la fam. La Companyia també ha estat criticada per haver ordenat als pagesos de conrear indi en comptes d'arròs, així com de prohibir l'«acaparament» d'arròs. Això va impedir venedors i comerciants de disposar de reserves, que en altres temps haurien ajudat les poblacions a superar les èpoques de vaques magres.
Durant la fam, el comerç de gra estava sotmès a un monopoli establert per la Companyia i els seus agents. La Companyia no tenia cap pla per a pal·liar l'escassetat de gra i tan sols es prenien decisions mentre afectaven les classes de mercaders i comercials. Els ingressos per impostos sobre la terra van disminuir de 14% durant l'any de fam, però es van recuperar ràpidament. Segons McLane, el primer governador general de l'Índia britànica, Warren Hastings, va reconèixer la recaptació «violenta» d'impostos després de 1771: els beneficis obtinguts per la Companyia eren més grans el 1771 que el 1768. En total, els beneficis de la companyia van augmentar de quinze milions de rupies el 1765 a trenta milions el 1777. Ara bé, la Companyia va continuar tenint els seus problemes econòmics i va influir en el Parlament britànic per a aprovar la Llei del Te el 1773, que augmentava els impostos d'importació per al te enviat a les colònies americanes, la qual cosa va contribuir a la guerra d'independència dels Estats Units encetada a l'abril del 1775.